# Aéroport international de Maiduguri
L'aéroport international de Maiduguri (code IATA : MIU • code OACI : DNMA) est un aéroport desservant Maiduguri, la capitale de l'État de Borno, dans le Nord-Est du Nigeria. Des vols internes desservent Abuja, Lagos, Kano, Kaduna et Yola (compagnies Med-View Airlines et Azman Air, vols UNHAS dans le contexte de la crise humanitaire dans le Nord-Est liée à l'insurrection de Boko Haram). L'aéroport est également utilisé par la Force aérienne nigériane.

## Situation
| Uyo Katsina Owerri Asaba Kaduna Maiduguri Port · Harcourt Int. P. Harcourt · Ville Kano Lagos Abuja Sokoto Enugu Akure Bauchi Benin Dutse Ibadan Ilorin Jalingo Makurdi Calabar Warri Jos Yola |

## Compagnies et destinations
| Compagnies | Destinations                                                              |
| ---------- | ------------------------------------------------------------------------- |
| Azman Air  | Abuja-N. Azikiwe, Kaduna, Kano-Mallam Aminu, Lagos-Murtala Muhammed, Yola |
| Max Air    | Abuja-N. Azikiwe                                                          |

Édité le 17/11/2017  Actualisé le 9/11/2023